# Distrito autónomo de Nenetsia
Nenetsia (del ruso: Ненецкий автономный округ) es uno de los cuatro distritos autónomos que, junto con los cuarenta y siete óblast, veintidós repúblicas, nueve krais y tres ciudades federales, conforman los ochenta y nueve sujetos federales de Rusia. Su capital es Narián-Mar. Está ubicado en el distrito Noroeste, limitando al norte con el mar de Barents, al noreste con el mar de Kara, al este con Yamalia-Nenetsia, al sur con Komi y al suroeste con Arcángel.

## Geografía
La ecología ártica de esta zona tiene un número único de características derivados de las temperaturas y geología extremas, únicas de la provincia. Hábitat de los osos polares, de hecho la subpoblación encontrada allí es genéticamente distinta, taxonómicamente asociada con la de la región del mar de Barents. El okrug autónomo tiene un tamaño de aproximadamente 176.810 km², más de cuatro veces el tamaño de Suiza. El distrito mide alrededor de 320 km de norte a sur y unos 950 de este a oeste, y se extiende desde los montes Bolvansky al norte del curso del río Oma, al sur y el cabo Kanin al oeste hasta las orillas del río Kara, al este.

### Zona Horaria
Nenetsia está situado en la Zona Horaria de Moscú (MSK), cuyo huso horario es +03:00 UTC.

## Demografía
Población (2002): 41,546.
Estadísticas vitales (2005):
- Nacimientos: 607 (tasa de nacimientos 14.5)
- Muertes: 513 (tasa de defunciones 12.2)

Grupos Étnicos:

De acuerdo con el censo ruso de 2002 la composición nacional era • Rusos 62.43% • Nénets 18.66% • Komi 10.85% • Ucranianos 3.16% •	Bielorrusos 1.03% • Tártaros 0.51% • y otros pocos grupos de menos de cien personas cada uno.
El 1.58% de los habitantes rechazaron declarar su etnia en el cuestionario del censo.

Evolución demográfica:
|        | Censo 1939     | Censo 1959     | Censo 1970     | Censo 1979     | Censo 1989     | Censo 2002     |
| ------ | -------------- | -------------- | -------------- | -------------- | -------------- | -------------- |
| Nénets | 5,602 (11.8%)  | 4,957 (10.9%)  | 5,851 (15.0%)  | 6,031 (12.8%)  | 6,423 (11.9%)  | 7,754 (18.7%)  |
| Komi   | 6,003 (12.6%)  | 5,012 (11.0%)  | 5,359 (13.7%)  | 5,160 (10.9%)  | 5,124 (9.5%)   | 4,510 (10.9%)  |
| Rusos  | 32,146 (67.5%) | 31,312 (68.8%) | 25,225 (64.5%) | 31,067 (65.8%) | 35,489 (65.8%) | 25,942 (62.4%) |
| Otros  | 3,866 (8.1%)   | 4,253 (9.3%)   | 2,684 (6.9%)   | 4,960 (10.5%)  | 6,876 (12.8%)  | 3,340 (8.0%)   |